# 雅各布·德拉罗塞
雅各布·德拉罗塞（瑞典語：Jacob de la Rose，1995年5月20日—），瑞典男子冰球运动员，场上位置是前锋。他曾代表瑞典国家队参加2022年冬季奥林匹克运动会冰球比赛，获得第4名。